# Ritomo Miyata
 (novembre 2023).
Si vous disposez d'ouvrages ou d'articles de référence ou si vous connaissez des sites web de qualité traitant du thème abordé ici, merci de compléter l'article en donnant les références utiles à sa vérifiabilité et en les liant à la section « Notes et références ».
Ritomo Miyata (宮田莉朋, Miyata Ritomo), né le 10 août 1999 à Zushi (préfecture de Kanagawa), est un pilote automobile japonais.
Sacré champion en Super Formula et en Super GT en 2023, il rejoint le championnat de Formule 2 chez Rodin Carlin aux côtés de Zane Maloney pour la saison 2024.

## Biographie

### Carrière en monoplace

#### Formule 4 (2015-2017)
À l'âge de seize ans, Miyata fait ses débuts en monoplace lors de la première édition du championnat du Japon de Formule 4, avec l'écurie japonaise RRS Racing Team. Pour sa première année dans cette catégorie, Ritomo achève la saison avec 24 points au total, plus un podium en poche, et termine quinzième du championnat.
Lors de sa deuxième saison, avec l'écurie TOM'S Spirit, le Japonais décroche 2 victoires et 7 podiums 14 courses et obtient le titre 142 points. En 2017, pour sa troisième année dans le championnat, Miyata est à nouveau sacré champion avec 4 victoires, 11 podiums et 231 points.

#### Formule 3 (2017-2019)
Toujours en 2017, Miyata participe aussi au championnat du Japon de Formule 3 avec l'écurie TOM'S Spirit, où il termine quatrième avec 79 points et 10 podiums. La même année, il fait sa première apparition au Grand Prix de Macao, où il termine douzième. 
En 2018, Miyata termine vice-champion et treizième au Grand Prix de Macao. En 2019, pour sa dernière année en Formule 3, le Japonais termine à nouveau vice-champion.

##### Super Formula Lights (2020)
Pour sa première année en Super Formula Lights, le Japonais continue sa collaboration avec TOM'S Spirit. Le 20 décembre 2020, à Fuji Miyata et son équipe décrochent les titres pilote et constructeur.

##### Super Formula (2021-2023)
Miyata est annoncé dans l'écurie Kuo Vantelin Team TOM'S équipée d'un moteur Toyota pour la saison 2021 de Super Formula au coté de son compatriote Kazuki Nakajima et du français Giuliano Alesi. Il termine la saison à la 10e place avec 22 points. L'année suivante, il continue avec la même équipe et de nouveau avec Giuliano Alesi, mais cette fois-ci durant toute la saison. Il finit le championnat à la quatrième place avec 64 points. Lors de la saison 2023, il fait équipe Giuliano Alesi durant la première partie de saison et Ukyo Sasahara lors de la seconde. Miyata remporte la première manche de Suzuka devant Sho Tsuboi et Ryō Hirakawa. Avec 114,5 points, il remporte le championnat devant Liam Lawson et Tomoki Nojiri.

#### Formule 2 (depuis 2024)

##### 2024: débuts chez Rodin Carlin

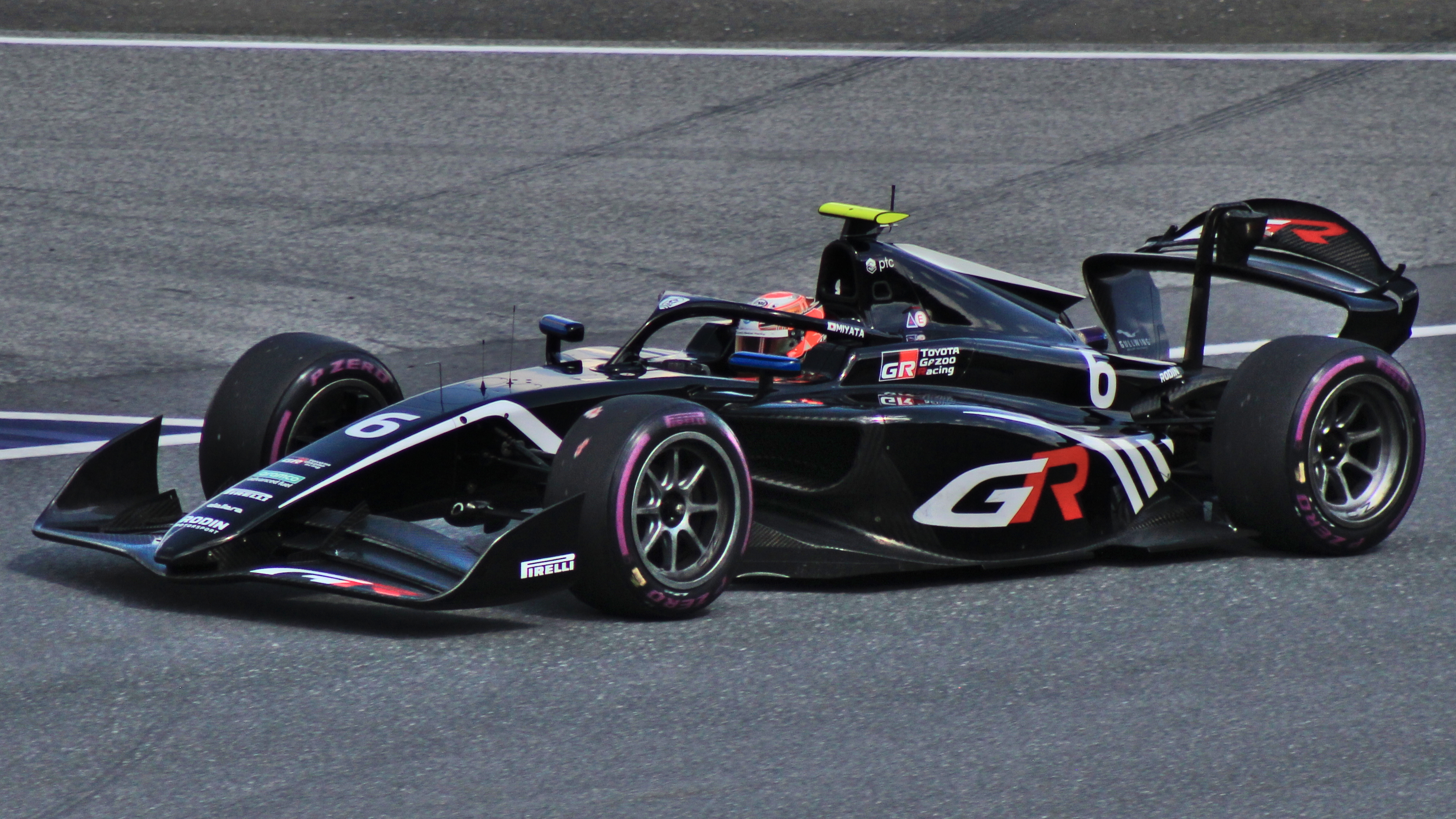
Ritomo Miyata en Formule 2 en 2024 à Spielberg.

Le 28 novembre 2023, Ritomo Miyata est annoncé au sein de l'écurie Rodin Carlin pour la saison 2024 de Formule 2 aux côtés de Zane Maloney. Lors de la première épreuve de l'année à Bahreïn, il termine à la porte des points avec une neuvième position lors de de la course sprint. Le lendemain, il marque ses premiers points avec une neuvième position durant la course principale. En Australie, sur le circuit de Melbourne, Miyata réalise le douzième temps en qualification. Il parvient à remonter et finir en cinquième position de la course sprint derrière Franco Colapinto . Le dimanche, le Japonais termine de nouveau à la cinquième place. 
Après deux épreuves sans marquer de points, Miyata termine septième de la course sprint de Barcelone avec le tour le plus rapide. Il termine de nouveau dans les points lors de la course principale sur le Hungaroring avec une huitième place. Sur le circuit de Spa-Francorchamps, Miyata termine septième. A Monza, il réalise le dix-septième temps des qualifications. Il remonte cependant à la treizième position de la course sprint. Il termine la course principale treizième, mais reçoit une pénalité à la suite d'une collision avec Dennis Hauger. A Bakou, il abandonne lors de la course sprint après un contact avec le mur au virage n°3. Il termine la course principale à la treizième position.

##### 2025: transfert chez ART Grand Prix

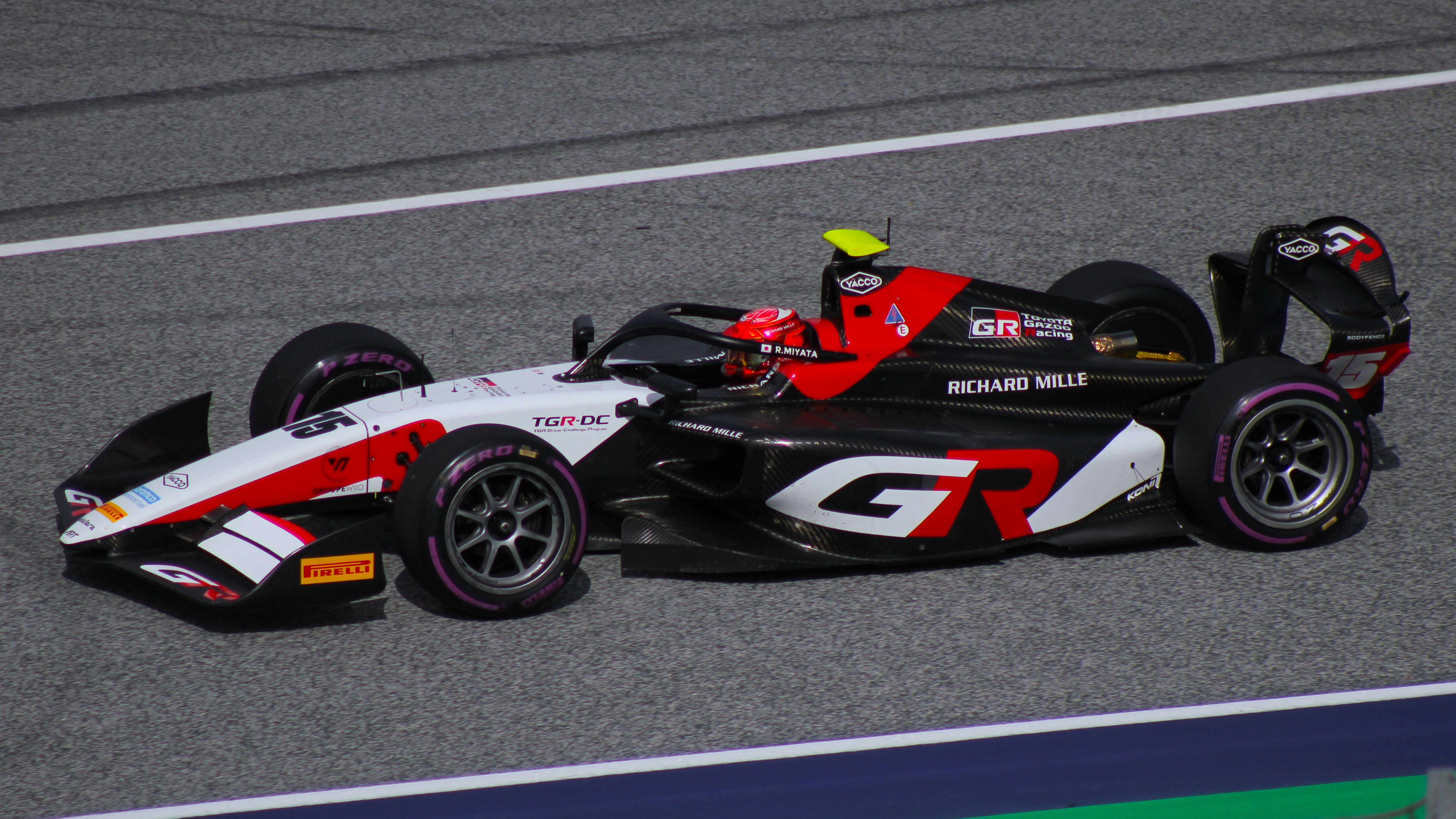
Ritomo Miyata en Formule 2 en 2025 à Spielberg.

Le 10 décembre 2024, ART Grand Prix annonce la titularisation de Miyata pour la saison 2025.

#### Endurance (2023-2024)

##### Championnat du monde d'endurance (2023-2024)

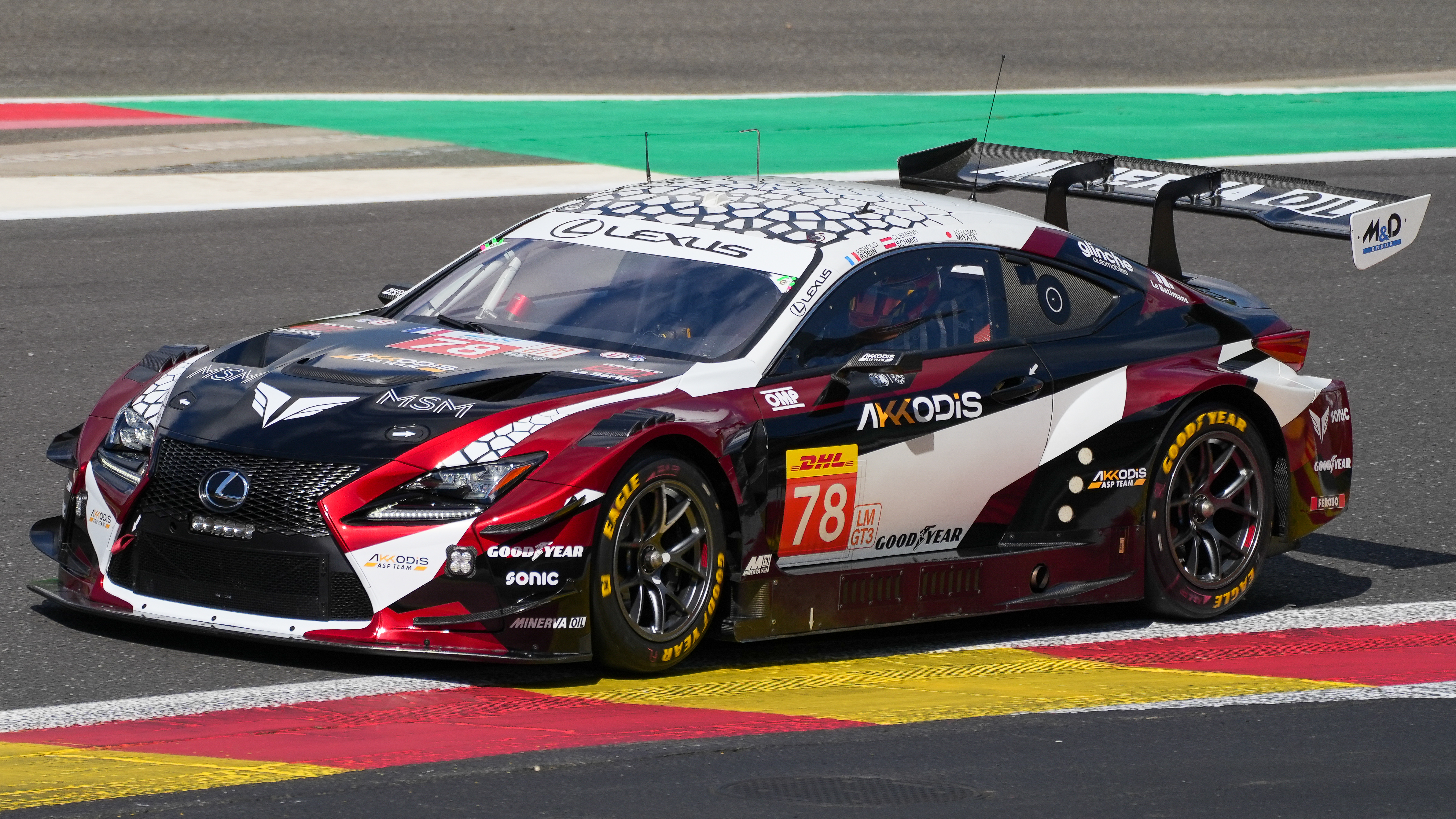
Ritomo Miyata lors des 6 Heures de Spa en 2024.

En parallèle de la saison 2023 de Super Formula, il prend part au championnat du monde d'endurance et rejoint le Toyota Gazoo Racing en tant que pilote non roulant pour les 24 Heures du Mans et les 6 Heures de Monza. Lors des 6 Heures de Fuji, il fait ses débuts en LMGTE AM au volant de la Ferrari 488 GTE de l'écurie Kessel Racing avec le soutien de Toyota. Miyata termine troisième de sa catégorie après avoir perdu sa deuxième place à cause d'une pénalité reçue pour ne pas avoir ralenti lors d'une période de Full Course Yellow et termine vingt-et-unième du championnat. La même année, Miyata fait ses débuts aux 24 Heures de Daytona dans la Lexus RC F GT3 N°12.
L'année suivante, Miyata fait son retour dans le championnat à l'occasion des 6 Heures de Francorchamps où il remplace Kelvin van der Linde au volant de la Lexus RC LMGT3 de l'écurie Akkodis ASP Team où il termine dixième de la course et se classe trente-et-unième du championnat avec un seul point.

##### European Le Mans Series (depuis 2024)
Le 20 novembre 2023, Cool Racing annonce la titularisation du pilote japonais pour l'European Le Mans Series aux côtes de Lorenzo Fluxá et Malthe Jakobsen, au volant de l’Oreca 07 n°37.

### Carrière en Super GT

#### GT300 (2018-2019)
Il débute dans la catégorie en 2018 à bord d'une Lexus, avec l'écurie LM Corsa.
Après un changement de pneumatiques pour la saison 2019, passant de Yokohama à Dunlop, la voiture se montre plus performante. Lors de la sixième manche à Autopolis, Miyata remporte sa première victoire après une attaque de Hiroki Yoshimoto pour prendre la tête à quatre tours de l'arrivée.

#### GT500 (2020-2023)
Il participe à une course en 2019 sur le circuit de Fuji avec une Lexus LC500 GT500 mais abandonne.
Pour la saison 2020, Miyata s'engage sur un programme complet en GT500 au sein de TGR Team sur une Toyota GR Supra GT500 aux côtés de Yuji Kunimoto. Il débute la saison avec une neuvième place à Fuji. Il termine ensuite quinzième de la seconde manche, toujours à Fuji. Lors de la troisième manche sur le circuit de Suzuka, il termine en dixième position. Lors de la manche suivante sur le circuit de Motegi, il abandonne. Il termine la saison 2020 dix-septième avec 10 points inscrits.
Pour la saison suivante, il est toujours aux côtés de Yuji Kunimoto. Avec deux deuxièmes places, il termine la saison onzième avec 36 points. 
Pour la saison 2022, l'écurie change de nom, devenant le Team KeePer TOM'S. Il reste au sein de l'équipe, et fait équipe avec Sacha Fenestraz. Il termine troisième de la course de Suzuka. Lors de l'épreuve suivante, il remporte la course de Fuji. Il termine la saison sixième avec 43 points.
Il est sacré champion de la saison 2023 aux côtés de Sho Tsuboi.

## Carrière

### Résultats en monoplace
| Saison | Championnat                       | Écurie                   | Courses | Victoires | Pole positions | Meilleurs tours | Podiums | Points | Classement |
| ------ | --------------------------------- | ------------------------ | ------- | --------- | -------------- | --------------- | ------- | ------ | ---------- |
| 2015   | Championnat du Japon de Formule 4 | RRS Racing Team          | 6       | 0         | 0              | 0               | 1       | 24     | 15e        |
| 2016   | Championnat du Japon de Formule 4 | TOM'S Spirit             | 14      | 2         | 2              | 3               | 5       | 142    | Champion   |
| 2017   | Championnat du Japon de Formule 4 | TOM'S Spirit             | 14      | 4         | 5              | 6               | 11      | 231    | Champion   |
| 2017   | Championnat du Japon de Formule 3 | Team TOM'S               | 18      | 0         | 0              | 2               | 10      | 79     | 4e         |
| 2017   | Grand Prix de Macao               | Team TOM'S               | 1       | 0         | 0              | 0               | 0       | N/A    | 12e        |
| 2018   | Championnat du Japon de Formule 3 | Team TOM'S               | 19      | 2         | 2              | 2               | 15      | 117    | 2e         |
| 2018   | Grand Prix de Macao               | Team TOM'S               | 1       | 0         | 0              | 0               | 0       | N/A    | 13e        |
| 2019   | Championnat du Japon de Formule 3 | Corolla Chukyo Kuo TOM'S | 20      | 8         | 10             | 10              | 15      | 142    | 2e         |
| 2020   | Super Formula Lights              | Team TOM'S               | 17      | 12        | 6              | 15              | 16      | 153    | Champion   |
| 2020   | Super Formula                     | Vantelin Team TOM'S      | 2       | 0         | 0              | 0               | 0       | 7      | 17e        |
| 2021   | Super Formula                     | Kuo Vantelin Team TOM'S  | 7       | 0         | 0              | 0               | 0       | 22     | 10e        |
| 2022   | Super Formula                     | Kuo Vantelin Team TOM'S  | 10      | 0         | 0              | 1               | 2       | 64     | 4e         |
| 2023   | Super Formula                     | Vantelin Team TOM'S      | 9       | 2         | 0              | 2               | 6       | 114,5  | Champion   |
| 2023   | Championnat du monde d'endurance  | Kessel Racing            | 1       | 0         | 0              | 0               | 1       | 15     | 20e        |
| 2024   | Formule 2                         | Rodin Motorsport         | 28      | 0         | 0              | 2               | 0       | 31     | 19e        |
| 2024   | European Le Mans Series           | Cool Racing              | 6       | 2         | 0              | 0               | 2       | 62     | 3e         |
| 2025   | Formule 2                         | ART Grand Prix           | 19      | 0         | 0              | 0               | 1       | 25     | 14e        |

### Résultats en Super GT
| Saison | Écurie                    | Voiture               | Classe | Courses | Victoires | Poles positions | Meilleurs tours | Podiums | Points | Classement |
| ------ | ------------------------- | --------------------- | ------ | ------- | --------- | --------------- | --------------- | ------- | ------ | ---------- |
| 2018   | LM Corsa - OTG Motors     | Lexus RC F GT3        | GT300  | 8       | 0         | 0               | 0               | 1       | 23     | 15e        |
| 2019   | LM Corsa                  | Lexus RC F GT3        | GT300  | 7       | 1         | 0               | 0               | 1       | 25     | 12e        |
| 2020   | TGR Team WedsSport Bandoh | Toyota GR Supra GT500 | GT500  | 8       | 0         | 0               | 0               | 0       | 10     | 17e        |
| 2021   | TGR Team WedsSport Bandoh | Toyota GR Supra GT500 | GT500  | 8       | 0         | 2               | 1               | 2       | 36     | 11e        |
| 2022   | TGR Team KeePer TOM'S     | Toyota GR Supra GT500 | GT500  | 8       | 1         | 0               | 0               | 2       | 43     | 6e         |
| 2023   | TGR Team by TOM'S         | Toyota GR Supra GT500 | GT500  | 8       | 3         | 1               | 0               | 4       | 89     | Champion   |